# Onda de tornados na Argentina e no Brasil em 2009
A Onda de Tornados na Argentina e no Brasil em 2009 foi uma onda de múltiplos tornados que ocorreram em 7-8 de setembro e afetaram violentamente o nordeste de Misiones e os três estados da Região Sul do Brasil. O evento atingiu e destruiu várias localidades de ambos os lugares, sendo San Pedro (Misiones) e Guaraciaba (Santa Catarina) as mais afetadas. Estima-se 17 fatalidades e o número de feridos foi superior a 250 pessoas. Muitas outras localizações foram destruídas e/ou danificadas pela passagem de tornados.

## Sinopse
Dias antes do evento, toda a região norte da Argentina e do oeste do Brasil era dominada por uma massa de ar quente e altamente instável, um pouco incomum para o fim de inverno. 
Em 5 de setembro começou a avançar uma massa de ar fria intensa do sul da Patagônia, fazendo nevar em vários locais da região. Já no meio da tarde do dia 6, a frente chegou ao litoral argentino produzindo tempestades e inundações severas que causaram estragos e danos consideráveis. No dia 7 da manhã, a presença de muita instabilidade no ar, adicionado a um intenso cisalhamento no nível de 850 hPA e níveis de SBCAPE tocando os 5000 J/kg. A chegada da massa de ar produziu um alto nível de divergência e o desenvolvimento de supercélulas em toda a área. Na madrugada do outro dia, um intenso Complexo Convectivo de Mesoscala continha um bow-echo que resultou em vendavais (downbursts úmidos) extremos com rajadas de ventos estimadas em acima de 180 km/h, em vários municípios do sudeste do estado do Rio Grande do Sul, bem como no norte do Uruguai. Durante esse período, várias super-células embutidas nesse sistema resultaram em dezenas de eventos severos de rajadas de ventos em todos os três estados da Região Sul do Brasil, junto com a formação de múltiplos tornados, muitos devastadores.

## Tornado de San Pedro
Por volta das 20h30 do dia 7 de setembro, uma supercélula gerou um tornado F4 que destruiu a cidade de San Pedro. O evento foi acompanhado por uma violenta tempestade de chuva e granizo. O tornado durou aproximadamente 5 minutos e teve uma largura de 1 km e sua rota excedeu 10 km. Pelo menos 11 pessoas faleceram nesta cidade e outras 100 pessoas ficaram feridas. A única coisa que restava em grande parte da cidade eram as bases das casas e parte das árvores que foram arrancadas.

## Locais Afetados

### Guaraciaba (Santa Catarina)
Outro devastador e muito largo tornado noturno foi gerado a partir da mesma supercélula de San Pedro e se dirigiu para Guaraciaba onde a passagem do tornado destruiu muitas localidades deixando apenas as bases das casas. O tornado pegou pessoas de surpresa, pois muitas delas estavam dormindo. O fenômeno também era totalmente invisível por causa da chuva torrencial que ocorria no momento.
Foram confirmados 6 óbitos e pelo menos 68 feridos. O tornado foi oficialmente classificado no limite superior de um F4 (high end), e há evidências de que o tornado pode ter causado danos em borderline F5 (limite inferior), por causa de áreas isoladas fora do município, com intenso "ground scouring" e "descascamento" de árvores, assim como móveis pesados que foram arremessados em milhares de metros e nunca sendo encontrados. O tornado provavelmente diminuiu para a intensidade F4 quando adentrou a cidade.
De acordo com um estudo, houve mais 2 rastros de tornados em Guaraciaba e localizações próximas (todos classificados como F3) que ocorreram no mesmo período, afetando vilas e devastando áreas florestais. Todos foram produzidos pela mesma supercélula. Foram confirmadas 9100 pessoas desabrigadas. Outras localizações próximas a Guaraciaba também foram severamente devastadas.

### Outros locais
Também houve registro de tornados sem classificação (possíveis F1-F2) em outros municípios de Santa Catarina, um deles incluindo Santa Cecília e Salto Veloso. Outros plausíveis tornados também foram relatados em Victor Graeff (RS), Aceguá (RS), Macieira (SC), Passos Maia (SC), Abelardo Luz (SC), Lebon Régis (SC), Caçador (SC), Concórdia (SC), Primeiro de Maio (PR) e Platina (SP), mas ainda sem confirmação.
Em Macieira, o plausível tornado deixou um rastro visível de destruição em plantações e destruiu parcialmente cerca de 18 estruturas, em uma comunidade da zona rural. Esse tornado provavelmente foi o mesmo que afetou a zona rural de Caçador (SC), mas não há dados para confirmar.

## Consequências
No total, mais de 40 municípios entre os dois estados foram danificados. A quantidade de tornados que afetou a área é comparável ao tamanho da província de Tucumán, na Argentina. Estima-se um total de 17 pessoas mortas e pouco mais de 250 feridos. Independentemente dos tornados, outros fenômenos adversos das tempestades também produziram danos em uma grande área. A reconstrução das aldeias, aldeias, vilas e cidades levou vários anos e foi notado que alguns nunca poderiam ser recuperados.